# 家變 (羅文專輯)
《家變》是香港歌手羅文首張個人粵語專輯，於1977年推出，由顧嘉煇及劉東監製；曾獲得金唱片，即銷量達15,000張以上。

## 曲目
| A面  | A面        | A面    | A面      | A面                                                  |
| 曲序 | 曲目       |        | 作曲     | 备注                                                 |
| ---- | ---------- | ------ | -------- | ---------------------------------------------------- |
| 1.   | 家變       | 黃霑   | 顧嘉煇   | 無綫電視劇集《家變》主題曲                           |
| 2.   | 故夢       | 盧國沾 | 顧嘉煇   |                                                      |
| 3.   | 醉眼看世界 | 盧國沾 | 常富喜雄 | 電影《家法》插曲；原曲：あおい輝彦的《あなただけを》 |
| 4.   | 明日天涯   | 依達   | 顧嘉煇   | 電影《明日天涯》主題曲                               |
| 5.   | 思憶       | 盧國沾 | 松田晃   | 原曲：《哀愁のラストページ》                         |
| 6.   | 雨中       | 盧國沾 | 鈴木邦彥 | 原曲：《熱情》                                       |

| B面  | B面          | B面    | B面      | B面                            |
| 曲序 | 曲目         |        | 作曲     | 备注                           |
| ---- | ------------ | ------ | -------- | ------------------------------ |
| 1.   | 個個都話愛   | 盧國沾 | 顧嘉煇   |                                |
| 2.   | 痛別離       | 盧國沾 | 沖田宗丸 | 原曲：《鍵をあけて》           |
| 3.   | 背影         | 盧國沾 | 因幡晃   | 原曲：因幡晃《わかって下さい》 |
| 4.   | 走得快好世界 | 盧國沾 | 顧嘉煇   | 電影《走得快好世界》主題曲     |
| 5.   | 愛情的代價   | 梁仁   | 王福齡   | 電影《愛情的代價》主題曲       |
| 6.   | 水仙         | 張徹   | 王福齡   | 電影《小煞星》主題曲           |
| 7.   | 鑽石         | 張徹   | 王福齡   | 電影《大盜歌王》插曲           |

## 家變
主創人員為無綫電視御用作曲家顧嘉煇和填詞人黃霑。電視監製葉潔馨先向顧嘉煇簡述《家變》的劇情、主題，並指定由羅文來唱，顧用了三星期把曲寫成。
歌詞方面，黃霑曾說過寫電視劇主題曲時喜歡跳出劇的框框（劇情、人物等），「寫得虛一些」，讓歌曲能「獨立生存」，並舉《家變》為例：他只寫「變」不寫「家」。
及後黃霑去看羅文錄音，當他最後以假聲唱出「永恆」時，黃霑就覺得這首歌一定會流行。這次是羅、顧、黃三人的首次合作，奠定了香港流行樂壇一個鐵三角組合，這個組合包辦了多首無線電視劇集歌曲。

### 音樂特徵
結構為ABC；4/4節拍；以D小調寫成，但後奏轉調去D大調；音域橫跨10度。 

### 評價和反響
《家變》被視為香港哲理歌的濫觴之一，警句「變幻原是永恆」亦為大眾廣泛引用。黃霑身故後，填詞人林夕曾說《家變》是他最欣賞的黃霑詞，尤其是“變幻原是永恒”一句，深含佛學哲理。詞評人朱耀偉曾以此曲與黃霑同期另一首詞作《狂潮》相比較：詞意彷佛，都是勸人直面變幻矛盾的人生，前者突出的是修辭方面，「變幻原是永恆」巧用語言弔詭說理；「擁抱著永恆」運用「歧異」的動名詞搭配，使詞境立體化。
黃霑的博士論文回顧粵語流行曲史，評《家變》旋律、編曲、歌詞、演唱現代化，罕見於此前的粵語歌，如歌曲結構為AABC體、B段的節奏進行是重句模式（同音重疊）、最後一遍C段羅文用上高八度的假音；並認為此曲（還有1978年的《強人》）迴異於國語時代曲、傳統粵曲、歐美流行歌，顧嘉煇由此確立了香港粵語歌的新風格。
2017年，文化信息周刊《Time Out》評選廿大經典粵語流行曲，《家變》排行第四。

#### 香港派台成績
| 派台成績 | 派台成績 | 派台成績 | 派台成績      | 派台成績 | 派台成績 | 派台成績 |
| -------- | -------- | -------- | ------------- | -------- | -------- | -------- |
| 唱片     | 歌曲     | 903      | RTHK          | 997      | TVB      |          |
| 1977年   |          |          |               |          |          |          |
| 家變     | 家變     |          | (1*) 四週冠軍 |          |          |          |

## 其他歌曲
《明日天涯》、《愛情的代價》、《水仙》、《钻石》是羅文在1960、70年代的國語歌代表作，均為電影歌曲。《明日天涯》首次灌錄出品，晚於翻唱者如甄妮和青山。原是羅文為電影男主角幕後代唱的抒情曲，述說其對於生離死別的心聲。4/4節拍，慢搖滾節奏，運用了吉他、貝斯、鍵盤和套鼓；並以先詞後曲的方式創作。其餘三首此前則只見於合輯中。《痛別離》、《思憶》和《雨中》則改編自羅文日本發展時期發表的單曲。
《醉眼看世界》、《個個都話愛》、《走得快好世界》，均以粵語口語入詞。《醉眼看世界》屬哲理歌，曾流行一時；《個個都話愛》、《走得快好世界》是鬼馬寫實歌，被詞評人黃志華批評技巧稚嫩，無個性，是詞人盧國沾練筆期的作品。

## 獎項
- 第二屆香港金唱片頒獎典禮

- 「金唱片」：《家變》